# Libros de las Respiraciones

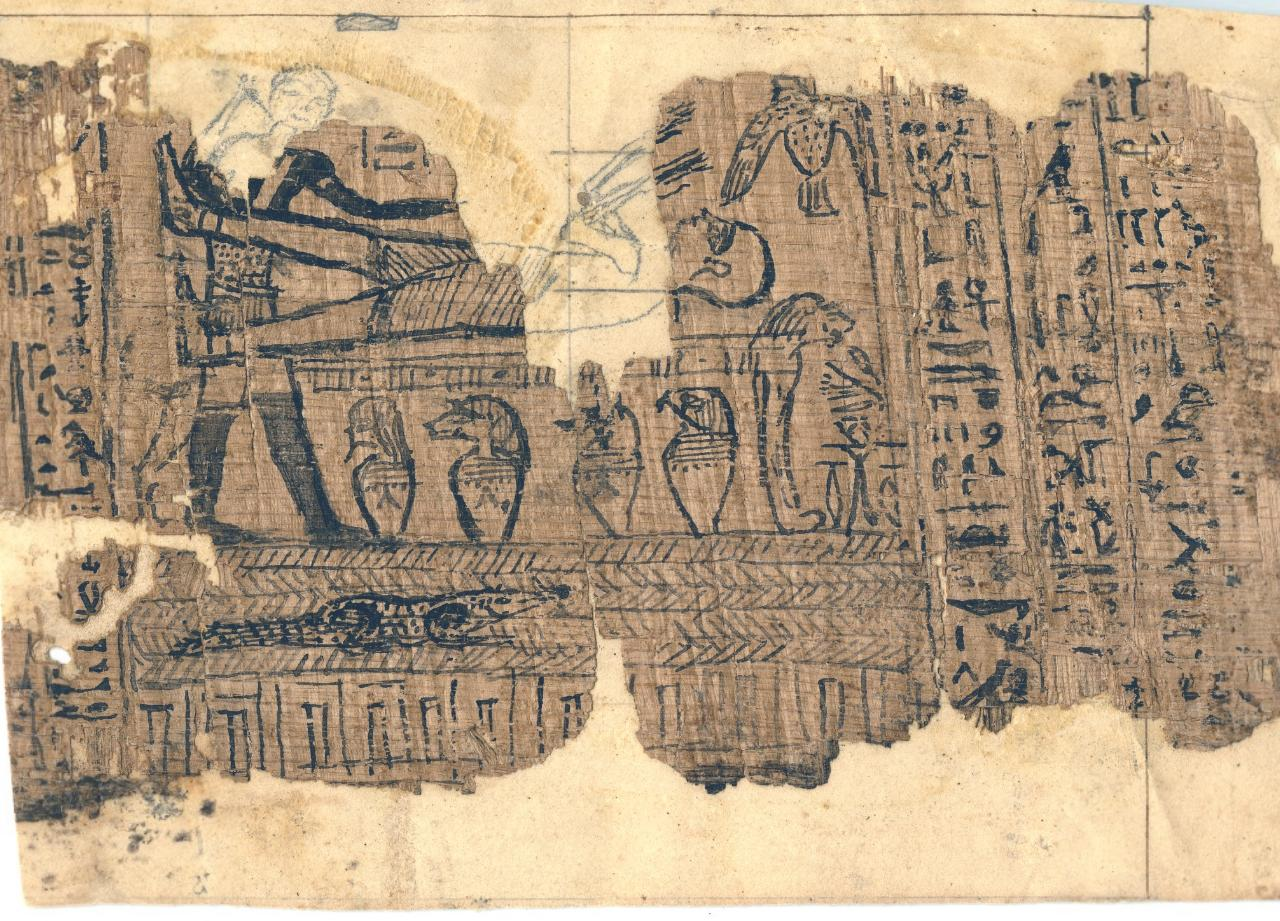
Un fragmento de los papiros de José Smith. La viñeta en el centro de la fotografía se reconoce como la fuente del facsímil 1 del Libro de Abraham, que forma parte de la Perla de Gran Precio, un volumen de escrituras mormonas.

Los Libros de las Respiraciones son unos importantes textos funerarios del Antiguo Egipto utilizados en la región tebana desde el período tardío (Dinastía XXVI) hasta el período romano.
Se identifican dos libros: el "Libro de las Respiraciones" como tal, atribuida su redacción a Isis para su hermano Osiris y el más moderno "Segundo libro de las Respiraciones", atribuido a Tot. Están escritos en hierático o demótico, utilizando papiros principalmente (como en el papiro de Kerasher, de finales del período ptolemaico), pero también se han encontrado en ostracas.
Se leían pasajes de los libros en los funerales o ceremonias de culto funerario para guiar y proteger al difunto al más allá, que mediante el poder encantador de la palabra, hacía los conjuros más eficaces y se refuerza en este momento la doctrina de la resurrección sobre épocas anteriores. El difunto debía utilizar esas fórmulas para aprender a respirar de nuevo, al aliento vital en el más allá. Algunas de sus fórmulas rituales provenían de otros textos más antiguos como el Libro de los Muertos o de los ritos funerarios de la apertura de la boca.

## Libro de las Respiraciones
Al Libro de las Respiraciones se le llama de esta forma porque empieza así: 

Principio del Libro de las Respiraciones que procura Isis a su hermano Osiris para vivificar su alma, para alumbrar su cuerpo, para rejuvenecer sus sustancias de nuevo...

Y también:

Tu individualidad es permanente; tu cuerpo es durable; tu momia germina...

También se le llamaba "Respiración permitida" (Shait en Sensen o Shai-N-Sin Sin). En los papiros de Joseph Smith I, X y XI, fue realizado para el sacerdote de Amón, Horus u Hor.

## Segundo Libro de las Respiraciones
Era llamado también "Que mi nombre florezca", por contener un himno donde el difunto deseaba que su nombre fuera conocido dentro de su nomo o ciudad.
Entre los himnos y rituales que se invocaban para el viaje al más allá, se encuentran guías, nombres, instrucciones para los hipocéfalos o enlaces de resurrección por intermediación de Nut. 